# Hipertrofia muscular

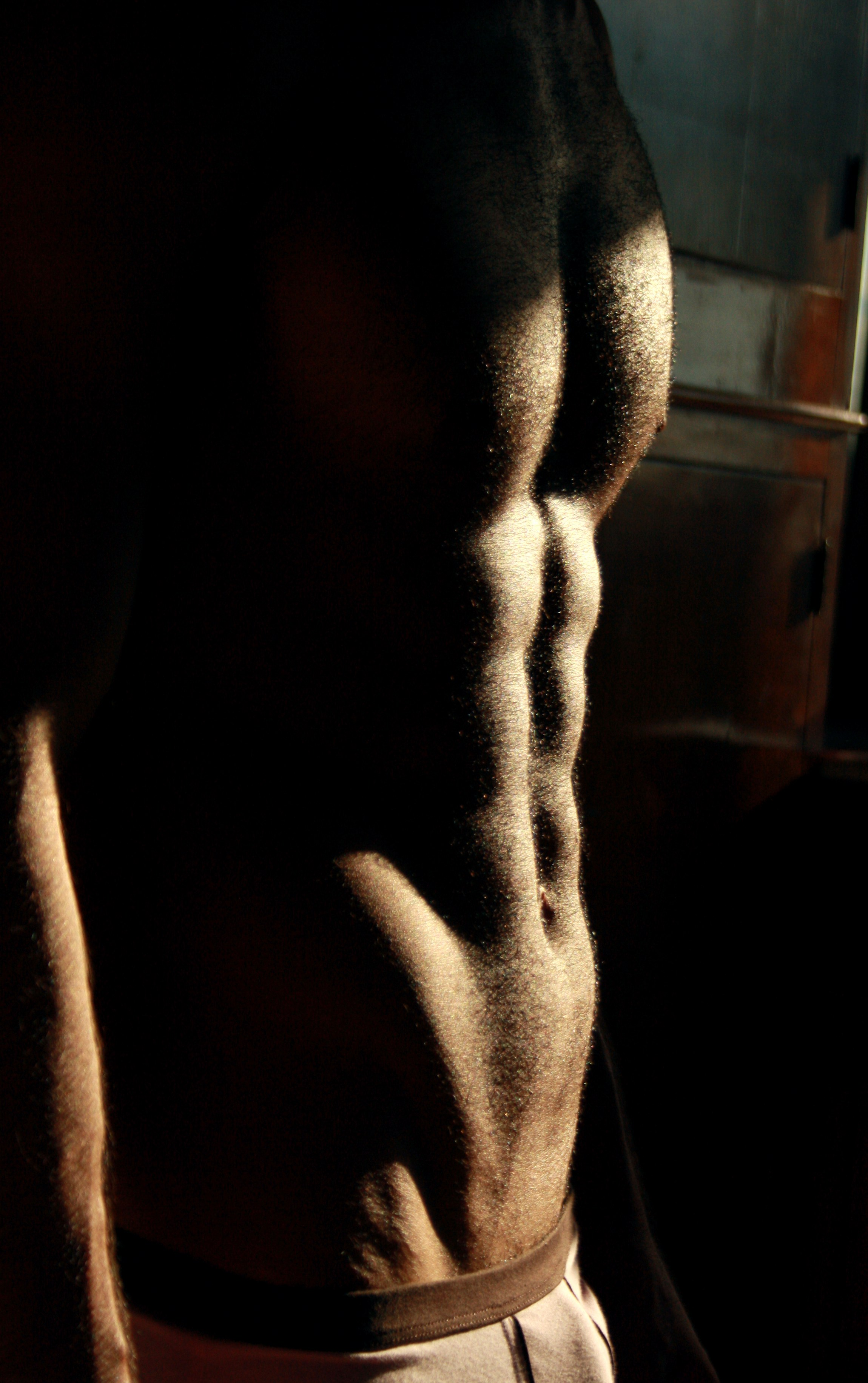
Os atletas usam uma combinação de treinamento de força, dieta e suplementos nutricionais para induzir a hipertrofia muscular.

Hipertrofia muscular envolve o aumento do músculo através do crescimento, em tamanho, dos componentes das células. Dois fatores contribuem para a hipertrofia: a hipertrofia sarcoplasmática, que está relacionada ao aumento na capacidade do músculo em guardar glicogênio; e hipertrofia miofibrilar, que está relacionado ao aumento do tamanho das miofibrilas.
A hipertrofia não se deve somente à musculação. É necessária uma dieta adequada para suprir a perda de energia e possibilitar a construção do músculo. Uma dieta inapropriada acompanhada de musculação pode resultar em perda de conteúdo proteico no tecido muscular, pois o corpo utilizará as proteínas dos músculos para suprir as demandas energéticas. Devido à grande exigência social, e por necessidades estéticas imediatistas, alguns jovens optam pelo uso de esteroides anabolizantes, substâncias que proporcionam um rápido ganho muscular e que podem gerar uma série de problemas na saúde. A hipertrofia, que consiste no ganho de massa muscular, ocorre quando o músculo faz determinado esforço.

## Como a hipertrofia é estimulada
Os estímulos que causam o rompimento das fibras musculares são uma resposta adaptativa do corpo que servem para aumentar a habilidade em gerar força e resistir fadiga.

### Musculação
Musculação, ou treinamento resistido, causa adaptações tanto neurais como musculares que aumentam a capacidade de um indivíduo de produzir força através da contração muscular. Após um período, conforme a adaptação neuro-muscular/regenerativa ocorre, o processo de hipertrofia muscular poderá ser observado através do aumento de tecido muscular. Este aumento em tamanho é causado pela adição de sarcômeros também por conta do fluído sarcoplasmático. Os mecanismos exatos que causam a hipertrofia muscular não são claramente entendidos, tendo como as hipóteses mais aceitas os rompimentos de fibras musculares combinado com tensão mecânica e fadiga metabólica esses são os fatores mais relevantes para causar tais adaptações. O princípio de sobrecarga progressiva, uma estratégia onde aumentamos a sobrecarga ou repetições através do treino resistido é um princípio fundamental fortemente associado a hipertrofia muscular.

### Fatores que influenciam a hipertrofia
Fatores biológicos (como sexo e gênero), nutrição e estratégia de treino poderão afetar diretamente a hipertrofia muscular.
Diferenças individuais de ordem genética são responsáveis por uma parcela substancial na massa muscular preexistente de um indivíduo. Em estudos realizados com gêmeos fraternos estima-se que 52% na variação de massa muscular é de ordem hereditária e 45% das variações presentes nas fibras musculares são de ordem genética.
A hipertrofia muscular poderá ocorrer de forma acelerada durante a puberdade e será reduzida ao atingir a fase adulta. Como a testosterona é o principal hormônio presente na puberdade e está fortemente relacionado ao crescimento muscular, quando um indivíduo passa dos 30 anos é até vantajoso fazer um ciclo de testosterona pois o mesmo não está tendo uma produção de testosterona tão alta quanto na puberdade, algumas das vantagens são percebidas no aumento de massa muscular, aumento da libido, etc. Quando o homem não é mais natural, ou seja, ele é hormonizado, ele pode chegar a ter 60% mais massa muscular do que mulheres (em uma escala absoluta).
Através da nutrição é possível acelerar a hipertrofia muscular ingerindo mais calorias do que o que o corpo queima de acordo com a taxa metabólica basal de um indivíduo. Um aumento na necessidade de proteínas, através de aminoácidos de cadeia ramificada, como a leucina, se torna necessário para que a síntese de proteína seja favorável e consequentemente favoreça a hipertrofia.
Recomenda-se:
2-3g/kg de Proteína;
2-3g/kg de Carboidrato;
0,5-1g/kg de Gordura.
Estratégias de treino que estimulam adaptação neural-muscular através do volume de trabalho constantemente aumentando também afetará diretamente a velocidade da hipertrofia muscular.